# Petr Pelčák
Petr Pelčák (* 3. května 1963, Brno) je český architekt a vysokoškolský pedagog.

## Život
Po maturitě na Gymnáziu Matyáše Lercha v Brně, studoval v letech 1984–1986 dějiny umění na Masarykově univerzitě v Brně. V roce 1986 ukončil studium architektury na Fakultě architektury VUT Brno. Od roku 1989 je členem volného sdružení Obecní dům (od roku 2014 název Spolek Obecní dům Brno). V roce 1994 působil jako učitel na Letní škole architektury v Liberci. V letech 1995–2016 vyučoval na Fakultě architektury VUT Brno, nejprve jako externí, později jako řádný učitel, v letech 2008–2016 jako profesor architektury.

## Publikační činnost
Je autorem nebo spoluautorem publikací o architektuře a architektech:
- PELČÁK, Petr; ŠKRABAL, Jindřich; WAHLA, Ivan. Otto Eisler 1893–1968. Brno: Spolek Obecní dům Brno, 1998. 77 s. ISBN 80-238-4172-6.
- PELČÁK, Petr; WAHLA, Ivan. Ernst Wiesner 1890–1971. Brno: Spolek Obecní dům Brno, 2005. 178 s. ISBN 80-239-5613-2.
- PELČÁK, Petr; WAHLA, Ivan. Jindřich Kumpošt 1891–1968. Brno: Spolek Obecní dům Brno, 2006. 139 s. ISBN 80-239-8332-6.
- PELČÁK, Petr; ŠLAPETA, Vladimír; WAHLA, Ivan. Elly Oehler/Olárová – Oskar Oehler/Olár : Architektonické dílo / Architectural work. Brno: Spolek Obecní dům Brno : Muzeum umění Olomouc, 2007. ISBN 978-80-254-0967-1, ISBN 978-80-87149-01-0.
- PELČÁK, Petr; ŠLAPETA, Vladimír; WAHLA, Ivan. Bedřich Rozehnal 1902–1984. Brno: Spolek Obecní dům Brno, 2009. ISBN 978-80-254-6183-9.
- PELČÁK, Petr. Česká architektura / Czech Architecture 2008–2009. Praha: Prostor – architektura, interiér, design, 2010. ISBN 978-80-87064-04-7.
- PELČÁK, Petr; WAHLA, Ivan. Jaroslav Grunt 1893–1988. Brno: Spolek Obecní dům Brno, 2010. 102 s. ISBN 978-80-904806-0-5.
- PELČÁK, Petr; WAHLA, Ivan. Oskar Poříska : 1897-1982. 1. vyd. Brno: Spolek Obecní dům Brno : Muzeum města Brna, 2011. 93 s. ISBN 978-80-904806-1-2.
- KROUPA, Jiří; PELČÁK, Petr; WAHLA, Ivan. Brněnští němečtí architekti 1910–1945. Brno: Spolek Obecní dům Brno, 2012. 99 s. ISBN 978-80-904806-3-6.
- POLÁČEK, Lumír; PELČÁK, Petr; KOŘÍNKOVÁ, Jana; UŘÍDILOVÁ, Marcela. Archeologická základna v Mikulčicích. Ilustrace Michaela Dvořáková, Filip Šlapal, David Židlický. Brno: Archeologická základna v Mikulčicích, 2013. 91 s. ISBN 978-80-86023-34-2.
- PELČÁK, Petr; WAHLA, Ivan; AMBROZ, Miroslav. Mies van der Rohe Vila Tugendhat v Brně. Ilustrace Rudolf de Sandalo, David Židlický. Brno: Spolek Obecní dům Brno, 2016. 170 s. ISBN 978-80-904806-2-9.